# リッチモンド伯

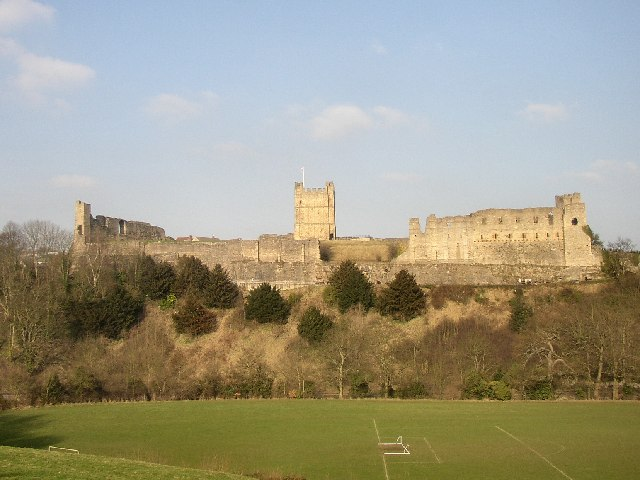
初代リッチモンド領主アラン・ルーフスが最初に建設したリッチモンド城

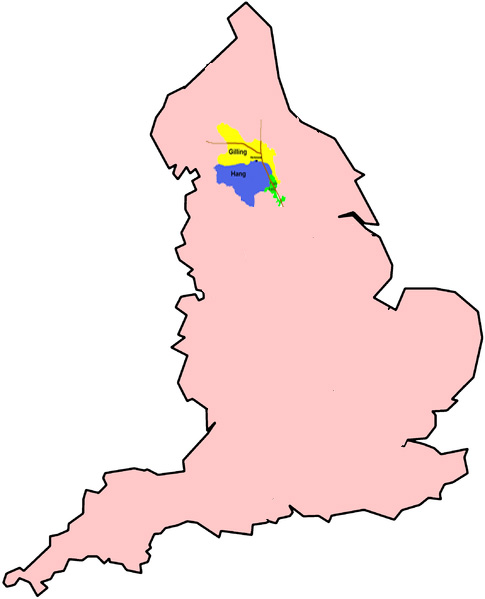
リッチモンド領

リッチモンド伯（Earl of Richmond）は、現在は消滅したイングランドの伯爵位。
リッチモンド伯領は、最初はブルターニュ公の親族のブルトン貴族が、後にはカペー家の分家出身のブルターニュ公自身が領有していた。歴代ブルターニュ公は、イングランドがリッチモンド伯位の使用を認めなくなり、ブルターニュ公がイングランド王ではなく、フランス王に臣下の礼を取るようになった後も、形式的にリッチモンド伯位を名乗り続けた。その後はプランタジネット朝あるいはテューダー朝のイングランド王族もしくは王族に近しいイングランド貴族がリッチモンド伯位を保持した。最終的に、ヘンリー7世の時代に、リッチモンドはイングランド王領に組み込まれ、その後リッチモンド公爵として成立した。

## 歴代リッチモンド領主及びリッチモンド伯

### リッチモンド領主

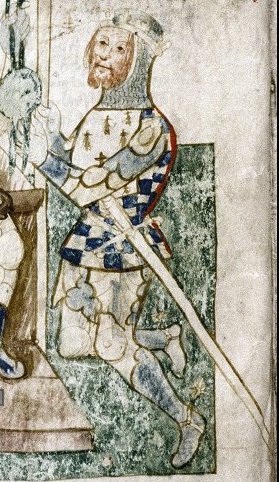
初代リッチモンド領主アラン・ルーフス

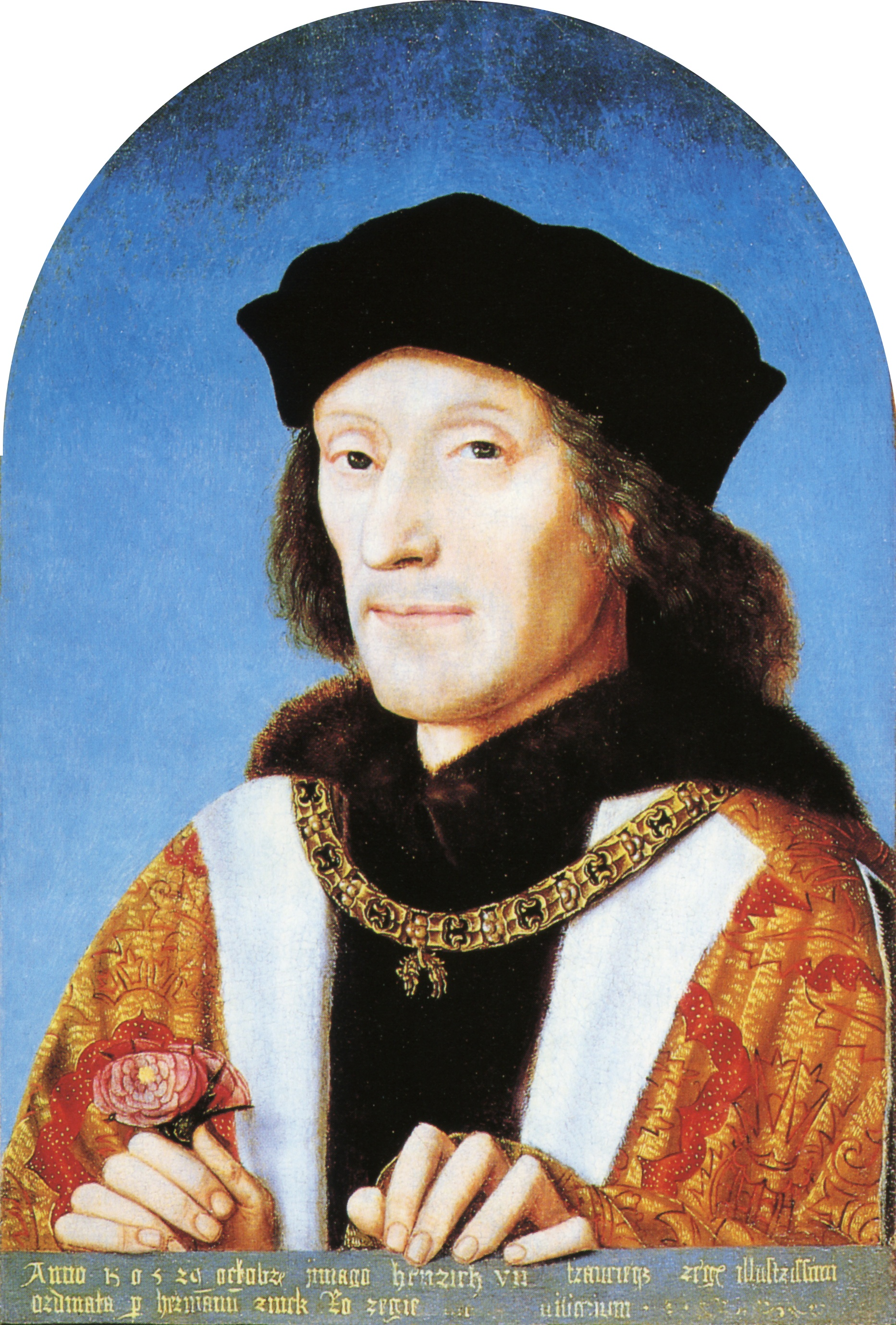
最後のリッチモンド伯ヘンリー・チューダー（後のイングランド王ヘンリー7世）

ヘンリー・チューダーが使用したリッチモンド伯のバッジ

- アラン・ルーフス（英語版）（赤卿）（1093年没）[1] - ブルターニュ公エオン1世の子。リッチモンド城を建設、イングランド王ウィリアム1世と同盟。
- アラン（英語版）（黒卿）（1098年没）[1] - アラン・ルーフス弟
- スティーブン（英語版）（1136年没） - トレギエ伯、アラン・ルーフス弟

### リッチモンド伯（最初の創設、1136年）
- アラン（黒伯）（1136年 - 1146年） - スティーブンの三男、後のブルターニュ女公ベルトと結婚。
- コナン4世（1146年 - 1166年、1171年没） - アラン黒伯とベルトとの間の息子、リッチモンド伯も兼ねた最初のブルターニュ公。コナンがナント伯領を占領した後、1158年、イングランド王ヘンリー2世はリッチモンド伯領を占領した。その後、コナンがナント伯領をヘンリー2世に返還した際、リッチモンド伯領もコナンに返還された。コナンが娘コンスタンスのために公位を退いた際に、ヘンリー2世は領地の摂政となり、後に息子ジェフリーとコンスタンスの結婚時に、リッチモンド伯位を息子ジェフリーに与えた。
- コンスタンス・ド・ブルターニュ（1166年 - 1201年） - 父コナン4世が退位した際、公位および伯位を継承した[2]。
- ジョフロワ2世（1183年[3][4] - 1186年） - コンスタンスとの結婚によりリッチモンド伯
- アルテュール1世 （アーサー・オブ・ブリタニー、1196年 - 1203年）- コンスタンス・ド・ブルターニュの子。イングランド王リチャード1世の甥。母コンスタンスの生存中に伯位を継承。1202年、叔父ジョン王により幽閉され、1203年に行方不明となり、1208年には死去していたとみられる。その死の背景には、反乱にフランスが介入し、父ヘンリー2世が懸命に築き上げた大陸の領地をジョン王が失ったことがあるとみられる。
  - エレノア - 名目上のリッチモンド女伯。コンスタンスの娘でアーサーの姉。リッチモンド伯を継承したとみられる。初めジョン王に、後にヘンリー3世に幽閉され、1241年、幽閉の身のまま死去。エレノアが幽閉されている間、ジョン王はブルターニュ公ピエール1世にリッチモンド伯位の譲渡を申し入れたが、ピエール1世は拒否し、ヘンリー3世治下の1219年においてもリッチモンド伯であった。一方、エレノアはそれまでにリッチモンド女伯を名乗るのをやめている。その後、1235年にピエールがリッチモンド伯位を剥奪された後も、エレノアがリッチモンド伯位を回復することはなかった。
- アリックス・ド・トゥアール（1203年 - 1221年） - コンスタンス女公とギー・ド・トゥアールの娘。異父兄アーサーの後を継いでブルターニュ女公、リッチモンド女伯となったが、一方で異父姉エレノアもリッチモンド女伯を名乗り続けていた。アリックスは1203年から死去までリッチモンド女伯位を用いた。

### リッチモンド伯（2度目の創設、1219年）
- ピエール1世（1190年 - 1250年） - 1235年に剥奪。アリックス女公と結婚し、妻の権利でブルターニュ公として統治し、後にブルターニュ摂政をつとめた。ドルー家出身で、ピエール・モークレール（悪公）と呼ばれる。ジョン王は自身の権利としてリッチモンド伯位の返還を求めたが、ピエールはフランス王との関係からこれを拒否した。ヘンリー3世治下の1219年においても、初代ペンブルック伯ウィリアム・マーシャルからはリッチモンド伯として認識されていた。しかし、1235年、リッチモンド伯としての一切の権利を剥奪された。

### リッチモンド伯（3度目の創設、1241年）
- ピエトロ2世（1203年 - 1268年） - サヴォイア伯、ヘンリー3世により叙爵。死後、リッチモンド伯領は姪である王妃エリナー・オブ・プロヴァンスに遺贈された[5]。

### リッチモンド伯（2度目の創設の再授与、1268年）
- ジャン1世 - ブルターニュ公、ヘンリー3世により叙爵。
- ジャン2世 - ブルターニュ公
- ジャン（フランス語版）（1266年 - 1334年） - ジャン2世の子
- ジャン3世 - ブルターニュ公

### リッチモンド伯（4度目の創設、1341年）
- ロベール3世・ダルトワ - フランスの王族。エドワード3世により叙爵。

### リッチモンド伯（5度目の創設、1342年）
- ジョン・オブ・ゴーント（1340年 - 1399年） - イングランド王エドワード3世の息子。1372年に伯領を父エドワード3世に引き渡す[6]。イングランド王リチャード2世の死後、伯領は王領に統合された。

### リッチモンド伯（2度目の創設の再授与、1372年）
- ジャン4世 （1372年 - 1399年） - ブルターニュ公

ジャン4世以降、イングランドはブルターニュ公によるリッチモンド伯位の使用を許可しなかった。しかし、その後も歴代のブルターニュ公はフランソワ2世までリッチモンド伯（リッシュモン伯）位を名乗り続けた。
- ジャン5世
- フランソワ1世
- ピエール2世
- アルテュール - ブルターニュ公としてはアルテュール3世。
- フランソワ2世

### リッチモンド伯（6度目の創設、1414年）
- ジョン・オブ・ランカスター（1389年 - 1435年） - 兄ヘンリー5世により叙爵。

### リッチモンド伯（7度目の創設、1452年）
- エドマンド・テューダー（1430年 - 1456年） - ヘンリー6世により叙爵。イングランド王ヘンリー7世の父。
- ヘンリー・テューダー（1456年 - 1509年） - 後のイングランド王ヘンリー7世